# Baeoura malickyi
Baeoura malickyi är en tvåvingeart som beskrevs av Mendl och Bo Tjeder 1976. Baeoura malickyi ingår i släktet Baeoura och familjen småharkrankar. Inga underarter finns listade i Catalogue of Life.